# Instituto Interamericano de Cooperación para la Agricultura
El Instituto Interamericano de Cooperación para la Agricultura (IICA) es un organismo especializado del Sistema Interamericano, perteneciente a la Organización de los Estados Americanos (OEA), con sede central en San Isidro de Vázquez de Coronado, San José. Costa Rica.
Sus fines son estimular, promover y apoyar los esfuerzos de sus Estados miembros para lograr el desarrollo sostenible de la agricultura y el bienestar de las poblaciones rurales.
El Instituto es una plataforma de cooperación. Para movilizar recursos entre países y regiones, con el fin de promover y adaptar iniciativas de cooperación orientadas a abordar las prioridades nacionales y regionales, facilitar el flujo de la información y mejorar la difusión de las mejores prácticas agrarias.
Las lenguas oficiales del instituto son inglés, español, portugués, y francés, y todos los documentos están disponibles en cada lengua.

## Historia
A inicios de la década de 1940, un grupo de diplomáticos de la OEA de diversas nacionalidades identificaron la necesidad de contar con un organismo adscrito privado sin fines de lucro, especializado en agricultura para el continente americano, con el propósito de promover el desarrollo agrícola y el bienestar rural en ese continente.
En 1942, Henry Wallace, secretario de agricultura de los EE. UU., sugirió la fundación del Instituto Interamericano de Ciencias Agrícolas, y Ernesto Molina, director general del departamento de agricultura de Ecuador lo propuso al OEA. En aquella época, la IICA fue financiado por La Unión Panamericana. El primer director del Instituto fue Dr. Earl N. Bressman de los EE. UU.. José L. Colom fue secretario, Rex A. Pixley fue director de negocios, y Robert A. Nichols fue agricultor encargado de operaciones satélites.
Fue así como nació el Instituto Interamericano de Cooperación para la Agricultura (IICA) en 1942, originalmente con sede en Turrialba, Costa Rica, e inicialmente muy ligado a la existencia del Centro Agronómico Tropical de Investigación y Enseñanza (CATIE). La propiedad en Turrialba consiste de 1235 acres de terreno. La humedad y cantidad de precipitación de este lugar es apropiado por la cultivación experimental de una variedad de cultivos, y por la ganadería experimental bajo un clima tropical. Además, el sitio está situado menos que cien millas de tierras bajas.
En 1960, la Dirección General del IICA fue trasladado desde Turrialba a su sede actual en San Isidro de Coronado, San José.
En 1979, la organización cambió de nombre desde el Instituto Interamericano de Ciencias Agrícolas a su nombre actual, el Instituto Interamericano de Cooperación para la Agricultura. Además, se formó la Junta Interamericana de Agricultura.
Desde 1980, el IICA se divide su historia en 5 etapas:
- Concertación (1980-1985)
- Reactivación de la Agricultura (1986-1993)
- Más allá de una visión sectorial (1994-2001)
- Promoción de la prosperidad en las comunidades rurales (2002-2010)
- Innovación para una agricultura competitiva, sostenible, e inclusiva (2011-2014)[2]

A través de los años, el IICA evolucionó como un organismo de cooperación técnica internacional que permanentemente trata de adaptarse a las nuevas demandas del sector agrícola, con el fin de lograr una agricultura cada vez más inclusiva, competitiva y sustentable. Esta evolución es ejemplificado por la publicación en la década de las ochenta de un documento que se llama Plan de Acción Conjunta para la Reactivación Agropecuaria en América Latina y el Caribe, enfocado en la modernización agrícola.
Cambios al orden mundial específicamente en la primera década del siglo XXI incluían la liberalización y globalización económica; avances en la tecnología, ciencias, y comunicaciones; cambios demográficos, la demanda aumentada de alimentos seguros; y la lucha contra la pobreza y la desigualdad. Como resultado de esto, en 2002, el IICA propuso el establecimiento del Programa Interamericano por la Promoción de Comercio Agrícola e Industria Agraria. Una meta de este desarrollo es de reducir el desplazamiento desde el campo a las ciudades por proveyendo oportunidades rurales. Como estrategia de implementar este nuevo programa, identificó que lo siguiente sería necesario: el apoyo de todas las ramas del IICA en el hemisferio, la creación de alianzas con otras organizaciones con un interés en el establecimiento del comercio internacional, la consulta de datos de otros programas que ya tiene el IICA como punto de referencia, cooperación con oficinas especializadas (gubernamentales y privados) en los EE. UU. y Canadá, e implementación gradual del programa, empezando con mercados estadounidenses y canadienses, y eventualmente extendiendo al mundo entero.
En 2017, el IICA se celebró 75 años en operación. Victor M. Villalobos, el entonces director general dijo que el éxito que la organización ha tenido es debido a la habilidad del Instituto de adaptarse a circunstancias cambiantes. Sin embargo, él dijo, todavía hay mucho que hacer con respecto a la agricultura productiva, competitiva, sostenible, e inclusiva.
El Instituto brinda su cooperación mediante el trabajo cotidiano, cercano y permanente con sus 34 Estados miembros. Como organización hemisférica de cooperación técnica, el IICA posee gran capacidad flexible y creativa para responder a las necesidades de cooperación técnica en los países, a través de sus treinta y cuatro Agencias de Cooperación Técnica, sus cinco Centros Regionales y su Sede Central, desde los cuales se coordina la implementación de estrategias adecuadas a las características de cada región.

## Propósito y Trabajos
El Instituto dice que su misión es apoyar los Estados miembros en sus esfuerzos de lograr desarrollo agrícola y bienestar rural por cooperación internacional tecnológica. Además, quieren apoyar el desarrollo sostenible y luchar contra el hambre y pobreza en poblaciones rurales.
Con esta misión el Instituto se define sus objetivos como proveer un sitio para investigar la agricultura bajo condiciones tropicales, entrenar científicos agrícolas, juntar escuelas de pensamiento agrícolas de las Américas, apoyar proyectos colaborativos, fortalecer relaciones culturas a través de los continentes, y recopilar datos de problemas agrícolas de los estados americanos. Un propósito adicional que tuvo el Instituto al momento de su fundación fue contribuir al esfuerzo de guerra. Debido a la Segunda Guerra Mundial, hubo una escasez de varios productos agrícolas importantes.
Ofrece una lista de técnicas para apoyar cadenas agrícolas, en 4 categorías:
- Con respecto a la dirección de negocios, el IICA sugiere el establecimiento de ecoturismo agrícola, la adopción de productos agrícolas de valor alto, y pertenencia a un programa hemisférico de negocios agrícolas.
- El segundo campo es dirección de la cadena de suministro. El instituto ofrece normas para financiar y manejar inversiones a cadenas de suministro latinoamericanas, tener en cuenta el impacto ecológico de la agricultura, monitorizar su rendimiento, y reducir pérdidas de alimentos.
- Dirección de política y fortalecimiento de infraestructura institucional: referencia a la Organización Mundial de Comercio, diseño y apoyo en evaluar políticas agrícolas, y preparación de planes y programas para llenar los requisitos de evaluación.
- Acceso al mercado: comercio justo, planes de mercadotecnia que le vinculen con otros productores en el mercado, planeamiento de programas de agro-turismo.[8]

## Estructura Organizacional
El IICA está gobernado por la Junta Interamericana de Agricultura y el Comité Ejecutivo. A partir de 2018, el director general es Manuel Otero, de Argentina.
Hay un consejo de directores, con un representativo de cada estado miembro. El consejo hace decisiones por voto de mayoría. Además de este consejo gobernador, hay un consejo técnico consultivo, compuesto de un experto agrícola escogido por cada estado miembro. El consejo técnico consultivo coopera con el director general en asuntos técnicos.
Terrenos y edificios del Instituto tienen una exención de impuestos nacionales, estatales, provinciales, y municipales. Muebles, equipo, y suministros de uso oficial gozan el mismo estatus.
Según una 2017 auditoría llevado a cabo por autoridades independientes, el IICA ha recibido casi 130 mil millones de dólares estadounidenses de sus Estados miembros por el fin de 2017.

## Estados miembros
Las Bahamas fueron el último país ingresado, en la década de los noventa. Hoy en día, hay 34 Estados miembros:
Región Andina:
- Bolivia
- Colombia
- Ecuador
- Perú
- Venezuela

Región Central:
- Belice
- Costa Rica
- El Salvador
- Guatemala
- Honduras
- Nicaragua
- Panamá

Región Caribe:
- Antigua y Barbuda
- Bahamas
- Barbados
- Dominica
- Granada
- Guyana
- Haití
- Jamaica
- República Dominicana
- San Cristóbal y Nieves
- San Vicente y las Granadinas
- Santa Lucía
- Surinam
- Trinidad y Tobago

Región Norte:
- Canadá
- México
- Estados Unidos

Región Sur:
- Argentina
- Brasil
- Chile
- Paraguay
- Uruguay

Además, cuenta con 18 Observadores Permanentes:
- Alemania
- Austria
- Bélgica
- China
- Corea del Sur
- Egipto
- Francia
- Hungría
- Israel
- Italia
- Japón
- Países Bajos
- Polonia
- Portugal
- República Checa
- Rumania
- Rusia
- Unión Europea

Asimismo, cuenta con un país asociado: 
- España

## Proyectos Seleccionados

### Programa de mejoramiento genético del cafeto en México
Este programa empezó en 1951. Empezaron con 25 variedades de cafeto, con el objetivo de probarlas en condiciones diferentes para observar las diferencias en tamaño de cosecha y resistencia a la roya. En 1963, se seleccionaron las 4 variedades de cafeto para investigar más.
Por 1977, habían encontrado una variedad de cafeto capaz de producir cinco veces más que lo utilizaban antes. Además de aumentando la cosecha de cafeto, en 1978 se investigaron cuáles tipos de cafeto serían resistentes a la roya.
Hicieron estudios parecidos en otros países tales como El Salvador y Honduras.

### PROMECAFE
Se estableció el Programa Cooperativo Regional para el Desarrollo Tecnológico y Modernización de la Caficultura (PROMECAFE) en 1978 por un acuerdo entre el IICA y los gobiernos de Panamá, Honduras, Costa Rica, y El Salvador. Más tarde, México, la República Dominicana, y Nicaragua juntaron el acuerdo. Brasil no fue participante, pero le dio a PROMECAFE una beca de $100,000. PROMECAFE fue apoyado también por uniones nacionales de los Estados miembros.
El propósito general de PROMECAFE es hacer investigaciones colaborativos de la ingeniería genética. Entonces, las fincas pueden disminuir su uso de pesticidas, los cuales amenazan al medio ambiente. En conjunto con esta investigación, el entrenamiento tecnológico es un pilar del programa, y hasta 2018, se han dado más de 400 talleres.
El programa tuvo resultados positivos. Entre 1978 y 1991, PROMECAFE tuvo una tasa de retorno interna de 48.4%. Además, en Guatemala, Honduras, y El Salvador, el Programa de Control de la Roya ahorró siete millones de dólares entre 1988 y 1992.
En 1994, PROMECAFE hizo 2 proyectos financiados por la Unión Europea sobre el control biológico de la Fruta de Café en México, Guatemala, El Salvador, y Honduras; y sobre el mejoramiento genético para la resistencia a enfermedades comunes en Guatemala, El Salvador, Honduras, y Costa Rica.

### La cochinilla rosada del hibisco
En 2003, la cochinilla rosada del hibisco llegó al Caribe. Ataca muchos cultivos integrales a la agricultura caribeña.
El proyecto fue ayudado por varios ministerios gubernamentales, incluyendo el USDA y ministerios de agricultura localizados.
El IICA publicó un manual para apoyar los granjeros al proceso de llevar a cabo una prospección de sus cultivos, y, si la cochinilla rosada del hibisco está presente, usar agentes naturales para luchar contra ella.
Con respecto a la prospección, el IICA sugiere que solamente examinen sus plantas que son huéspedes probables, incluyendo algodón, hibisco, uvero de playa, y guanaba. Después de encontrar cultivos infectados, el IICA les pide los granjeros notifiquen el estado en una capacidad oficial para monitorizar la propagación de la plaga.  
Además de la prospección visual, el manual contiene información sobre las feromonas sexuales que utilizan las hembras para atraer a los machos. El descubrimiento de la presencia de esta feromona puede ayudar en determinar la densidad de una población de la cochinilla rosada del hibisco. Describe detalladamente como hacer un aparato sencillo que solo requiere una papa, un cartón, y una tarjeta plástica pegajosa.
El IICA también provee normas para distinguir entre las etapas del ciclo de vida de la hembra y el macho, y entre la cochinilla rosada del hibisco y otros pestes que parecen a la cochinilla.
Finalmente, el manual describe un método de erradicar la plaga en el corto plazo, y ofrece una solución más permanente en mantener un insectario de enemigos naturales de la cochinilla. El manual es gratis, pero las semillas de una planta huésped posible, la calabaza japonesa, no son. Provee 2 maneras de solicitarlas por correo, por un precio de $75 la libra en 1996.

### Colaboración con comunidades indígenas y rurales en Surinam
El IICA está trabajando con algunas comunidades del pueblo indígena Saamaka (Saramaka) en Surinam, como parte de una iniciativa de crear un sistema de intensificación de arroz. El sistema también se enfoca en la adopción de un tipo de agricultura más sedentario y sostenible, y en la instalación de aparatos de bajo costo para captar agua de lluvias.
En mayo de 2018, el IICA organizó un intercambio de conocimiento entre 2 secciones de la Red Caribeña de Mujeres Productoras Rurales. Miembros de la Red de Mujeres Productores Rurales de Santa Lucía dirigieron un taller para la Red de Mujeres Productores Rurales de Surinam (SUNRWP) sobre productos nuevos de mandioca, un cultivo que ya se cultivaba en Surinam, pero con aplicaciones diferentes. SUNRWP cree que los productos nuevos proveerá un aumento a las vías de ingreso de la mujer rural y una oportunidad de mejorar la seguridad alimentaria en no sólo comunidades rurales sino específicamente comunidades indígenas.

### Agua, alimento para la tierra
Se publicó un informe de la situación de agua en la agricultura con el propósito de proveer un documento sobre oportunidades ecológicas para garantizar la provisión de comida, usar recursos renovables, y promover desarrollo inclusivo.
Debido al cambio climático, la región está experimentando efectos malos incluyendo inundaciones, sequías, escarchas, olas de calor, granizadas, una frecuencia elevada de huracanes, y niveles altos de precipitación. Los cambios en la agricultura que siguen de este cambio de condiciones afectarán principalmente los pobres. El documento sustenta que la agricultura es tanto una víctima como un agente del cambio climático.
Sin medidas preventivas, el IICA estima que la producción de alimentos podría disminuir por más de 25% por el año 2050.
En términos generales, el IICA recomienda que los Estados miembros afectados por este problema traigan actitudes y tecnologías nuevas a sus granjeros, pero a la vez que usen sabiduría tradicional específico a su terreno.
Específicamente, sugiere la promoción de la cosecha del agua en forma de lluvia, inversión en investigación de variedades de cultivos que no requieren tanta agua, y enmienda de la política pública sobre el uso de agua.
Al nivel de finca individual, hay 3 medidas generales de conservar de agua: la aplicación de técnicas para mejorar el manejo de la tierra, mejoras en el uso del fertilizante, y el uso más preciso del agua, tal como en la microirrigación.
Además de la acción individual, hay el aspecto institucional de la conservación de agua. El IICA escribe que la política pública estatal debe garantizar acceso al agua a todos tipos de agricultura, reconociendo a grupos étnicos y culturas tradicionales.
Con estos propósitos en mente, el IICA tiene 4 recomendaciones: promueva el fortalecimiento estatal de ministerios de agricultura, promueva el manejo integrado de agua para lograr sostenibilidad en agricultura y enfrentar al cambio climático, fortalezca innovación para mejorar la productividad de recursos acuáticos en agricultura, y fortalezca el entrenamiento de recursos humanos dentro de las paradigmas nuevas de agricultura.